# Temperatură de aprindere
Punctul de aprindere al unui material (substanțe) este temperatura cea mai mică, la care acesta poate împreună cu aerul să formeze un amestec gazos care să poată fi aprins. Dacă există un volum îndestulător de gaze formate atunci se poate produce o explozie.

## Condiții minime de aprindere
Pentru ca un ameste combustibil gazos să poată fi aprins de la o sursă de aprindere, trebuiesc două minime condiții să fie îndeplinite:
- Sursa de aprindere, scânteie sau flacără trebuie să aibă o minimă potență energetică (energie) de aprindere.
- Amestecul gazos (atmosfera în discuție) trebuie să conțină cel puțin un minim procent de oxigen.

Sub temperatura punctului de aprindere, frontul termic de aprindere nu se poate răspândi (depărta) mai departe de sursa (scânteia) aprinzătoare, fiindcă cantitatea de căldură produsa prin oxidare nu este suficientă pentru a încălzi amestecul gazos disponibil până la temperatura de ardere.

## Influența presiunii
Punctele de aprindere se dau în literatura tehnică pentru o presiune a aerului de 1013 mbar. La presiuni mai mari decât 1013 mbar, punctele de aprindere sunt situate mai sus, deci la temperaturi mai mari. Aceasta se explică prin aceea că este nevoie pentru aprindere de mai mult aer încălzit, deci de mai mult amestec gazos. Punctul de aprindere mai este cunoscut și sub numele de punct de inflamabilitate.